# ジャック・ロンドン
ジャック・ロンドン（英: Jack London、1876年1月12日 - 1916年11月22日）は、アメリカ合衆国の作家。出生名はジョン・グリフィス・チェイニー（John Griffith Chaney）。

## 年譜
- 1876年、カリフォルニア州サンフランシスコで生まれる。父親は、確証はないがチェイニーというアイルランド系の占星術師、55歳。母親はウェールズ系の農家の娘フローラ・ウェルマンで32歳。結婚は正式なものではなく、フローラが妊娠すると、チェイニーは出産に反対し、6月にフローラは自殺未遂。夏に離別する。9月、フローラは降霊術の会で知り合った実直な労働者ジョン・ロンドンと結婚。ジョンにはイライザとアイダという娘がいた。チェイニーとの間にできた男児ジョンは、父親と区別するためにジャックと改名。
- 1877年、一家はオークランドに移り住み、食料品店を始めるが失敗し、その後アラメダ、サンマテオ、リヴァモアの各地を転々とする。
- 1881年、一家はサンフランシスコ郊外の農場に住み、野菜やトウモロコシを作る。貧しい生活が続く。
- 1887年、ジャックは家計を助ける為に朝夕の新聞配達を始める。休刊日の週末は氷屋の配達係、ボウリング場のピン立てボーイとして働く。
- 1889年、小学校は卒業するが、貧困の為に進学できず、缶詰工場で1日14～18時間働く。
- 1891年、サンフランシスコ湾で、仲間たちとカキ荒らしをはじめ、やがてジャックは「カキ泥棒の王子」と呼ばれるようになる。
- 1893年、アザラシ漁船「ソフィ・サザランド号」[1]の乗組員として、小笠原諸島や横浜に上陸した。
- 1894年3月25日、世界恐慌の最中、鉱業労働をしていた人民党員のジェイコブ・コクシーの失業対策として道路整備公共工事請願を目的とした「コクシーの軍隊」という、ワシントンのペンシルベニア大通りでのデモ行進に参加したが脱落。ホーボーをして各地を流浪、バッファローで浮浪罪で逮捕され30日労役につく。
- 1896年、カリフォルニア大学バークレー校に入学するが一学期で中退。
- 1897年、アラスカ・クロンダイクでのゴールドラッシュに加わるが、壊血病にかかり帰国。
- 1901年、以前からカール・マルクスとフリードリヒ・エンゲルスの『共産党宣言』に共鳴していたため、アメリカ社会党に入る。
- 1903年に出版された『野性の呼び声』によって、一躍流行作家となる。以後20年間に53冊の著書と200以上の短編小説を発表した。
- 1904年（明治36年）、日露戦争の取材のために記者として来日した。撮影禁止区域で写真撮影しスパイ容疑で逮捕される。
- 1905年、アメリカ社会党大会での日系アメリカ人移民差別反対意見について、自分は白人であると述べ封殺した。
- 1906年、社会主義思想による小説を書く。
- 1916年11月21日、グレンエレンの自宅で死亡。自殺説が広く信じられているが、晩年は南方で罹患した赤痢や尿毒症などに苦しみ、症状を和らげようとモルヒネを常用していたため、現在では尿毒症に起因するオーバードーズが死因とされている[2]。

日本における代表作は、『野性の呼び声』（The Call of the Wild） と『白い牙』（The White Fang）。

## 主な日本語訳
- 『ジャック・ロンドン選集1 - 野性の呼び声　どん底の人々』（本の友社）- 各・辻井栄滋訳
- 『ジャック・ロンドン選集2 - ボクシング小説集　白牙』（本の友社）
- 『ジャック・ロンドン選集3 - 太古の呼び声　アメリカ浮浪記』（本の友社）
- 『ジャック・ロンドン選集4 - マーティン・イーデン』（本の友社）
- 『ジャック・ロンドン選集5 - ジョン・バーリコーン　赤死病　エッセイ』（本の友社）
- 『ジャック・ロンドン選集6 - 短篇集』（本の友社）
- 『ジャック・ロンドン幻想短編傑作集』 有馬容子訳 （彩流社）
- 『南海物語』深沢広助訳（春風社）
- 『野性の呼び声』 大石真訳 新潮文庫
- 『荒野の呼び声』 海保真夫訳 岩波文庫
- 『白い牙』 白石佑光訳 新潮文庫・改版
- 『どん底の人びと』 行方昭夫訳 岩波文庫
- 『野性の呼び声』 深町眞理子訳 （光文社古典新訳文庫）
- 『白い牙』 深町眞理子訳 （光文社古典新訳文庫）
- 『マーティン・イーデン』辻井栄滋訳（白水社 白水Uブックス）
- 『赤死病』辻井栄滋訳（新樹社／白水Uブックス）
- 『ジャック・ロンドン大予言』辻井栄滋訳（晶文社）、訳者による伝記研究多数
- 『ジャック・ロンドン自伝的物語』辻井栄滋訳（晶文社）
- 『アメリカ浮浪記』辻井栄滋訳（新樹社）、他に明文書房で研究訳書多数
- 『太古の呼び声』辻井栄滋訳（平凡社）
- 『極北の地にて』辻井栄滋・大矢健訳（新樹社）
- 『アメリカ残酷物語』辻井栄滋・森孝晴訳（新樹社）
- 『鉄の踵』小柴一訳（新樹社）
- 『火を熾す』柴田元幸訳（スイッチ・パブリッシング）
- 『犬物語』柴田元幸訳（スイッチ・パブリッシング）
- 『殺人株式会社』（『全集・現代世界文学の発見 第2』学芸書林）に収録。- 未完成の作品。のちロバート・L・フィッシュが完結させた。
- 『死の同心円』（ホルヘ・ルイス・ボルヘス編、国書刊行会バベルの図書館)
- 『星を駆ける者』（森美樹和訳、国書刊行会、ドラキュラ叢書4） 1976.10

## 日本でのアニメ化作品
- 『荒野の呼び声 吠えろバック』（1981年） - 『野性の呼び声』を東映動画がテレビアニメ化。
- 『白い牙 ホワイトファング物語』（1982年） - 『白い牙』を日本サンライズがテレビアニメ化。

## ジャック・ロンドンが登場するフィクション作品
- 『新スタートレック』第125話「タイム・スリップ・エイリアン」 - 19世紀のアメリカを舞台に怪現象の謎に挑む。その中で、ホテルマンをしているジャック・ロンドンと出会う。

## 関連文献・映画
- アーヴィング・ストーン『馬に乗った水夫　ジャック・ロンドン、創作と冒険と革命』橋本福夫訳、早川書房、1968年、新版2006年
- ラス・キングマン『地球を駆けぬけたカリフォルニア作家　写真版ジャック・ロンドンの生涯』辻井栄滋訳、本の友社、新版2004年
- 辻井栄滋監修・編『ジャック・ロンドン讃歌』明文書房、2009年 - 同社で関連著作多数
- 森孝晴 『ジャック・ロンドンと鹿児島－その相互の影響関係』、高城書房、2014年
- 映画『マーティン・エデン』(2019年 イタリア・フランス・ドイツ合作)は、ジャック・ロンドンの自伝的小説をイタリアを舞台に映画化したもの